# Chinka (film 2009)
Chinka (ang. She, a Chinese) – brytyjsko-chińsko-francusko-niemiecki dramat z 2009 roku w reżyserii Guo Xiaolu. Film zdobył główną nagrodę Złotego Lamparta na MFF w Locarno.

## Fabuła
Młoda Chinka Li postanawia zmienić swoje nudne życie, które prowadziła w rodzinnej wiosce. Wkrótce przeprowadza się do pobliskiego miasta Chongqing. Jednak szybko dochodzi do wniosku, że życie w mieście też nie jest łatwe. 

## Obsada
- Huang Lu jako Li Mei
- Wei Yibo jako Spikey
- Geoffrey Hutchings jako pan Hunt
- Chris Ryman jako Rachid